# Exponentiële afbeelding

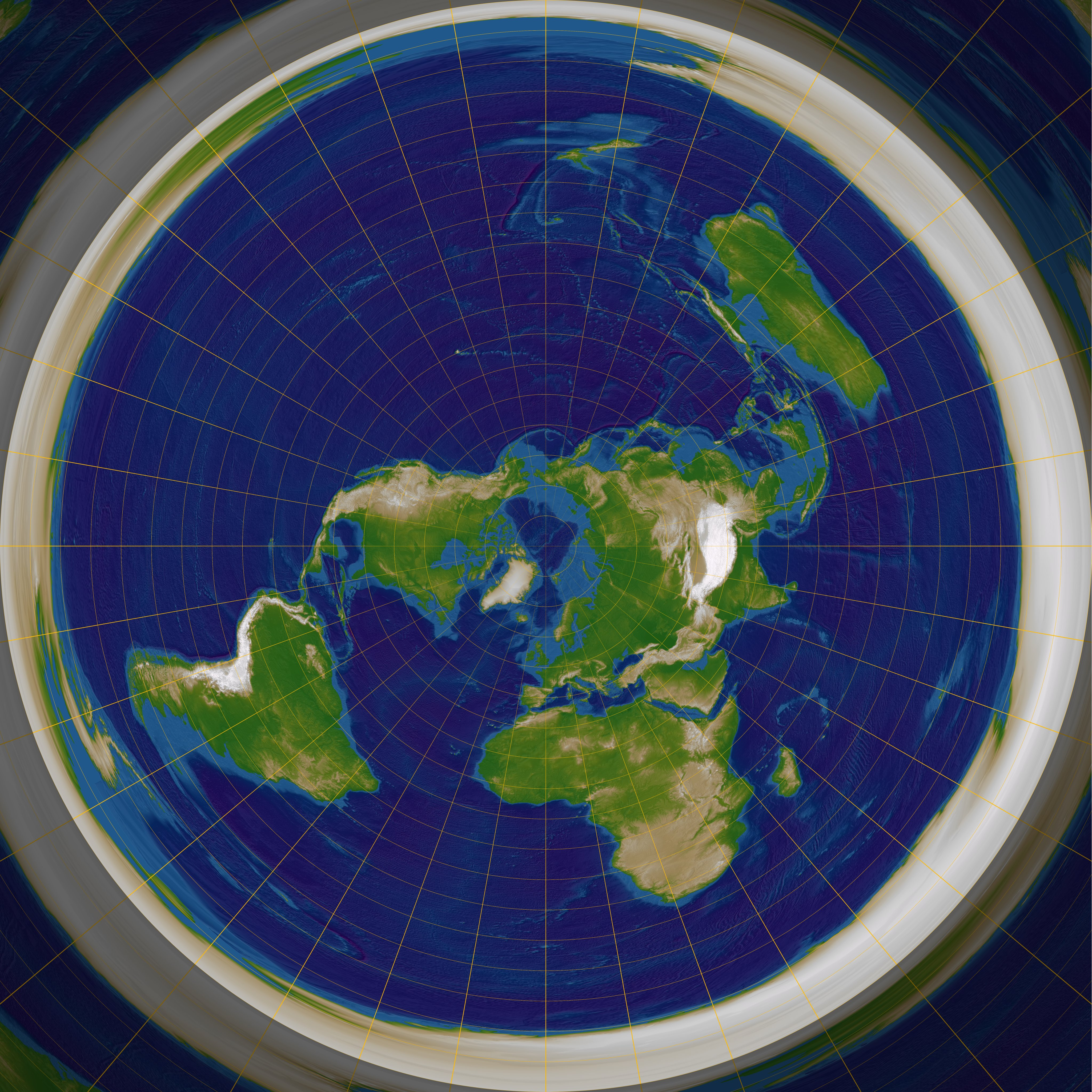
De exponentiële afbeelding van de aarde, gezien vanaf de noordpool is de polaire equidistante azimutale projectie in de cartografie.

In de differentiaalmeetkunde, een deelgebied van de wiskunde, is de exponentiële afbeelding een veralgemening van de  gewone exponentiële functie uit de wiskundige analyse naar alle differentieerbare variëteiten met een affiene verbinding. Twee belangrijke speciale gevallen zijn de exponentiële afbeelding voor een variëteit met een Riemann-metriek, en de exponentiële afbeelding van een Lie-algebra naar een Lie-groep.